# Atanycolus fuscorbitalis
Atanycolus fuscorbitalis är en stekelart som beskrevs av Roy D. Shenefelt 1943. Atanycolus fuscorbitalis ingår i släktet Atanycolus och familjen bracksteklar. Inga underarter finns listade.